# セガ・マークIII
セガ・マークIII（セガ・マークスリー、SEGA MarkIII）は、1985年10月20日にセガ・エンタープライゼスより発売された家庭用ゲーム機。流通用の型番はSG-1000M3。
SC-3000シリーズ（SG-1000/SG-1000II）やオセロマルチビジョンとの互換性を維持しつつ、同時発色数、スプライト、スクロール機能などを強化したゲーム機である。接続端子はSC-3000シリーズにあったものの他に、マイカード専用スロットが追加された。日本国外では外装を変更し「Sega Master System」の名称で販売された。
なお、マークIIIのアーキテクチャをベースにしたアーケード基板「セガ・システムE」に関しても本記事で述べる。

## 歴史
SG-1000シリーズがゲーム機として一定の成果を収めたが、元々がホビーパソコンとして設計されたSC-3000をベースにしていることからアーケードゲームを移植するには性能が弱かった。そこでアーケードゲームの移植にも耐えうる高性能ハードの開発が企画された。開発にあたっては、当時稼働していた8ビットのアーケード基板『セガ・システム1』および『セガ・システム2』のゲームが見劣りなく移植できる程度の性能を目標とした。開発にかかわったセガ・インタラクティブの石川雅美は、本機を開発した意図について「当時はアーケードを追い掛けて開発をしていて、ゲームに特化した機械を安く提供して家庭内にも広めれば、ゲームセンターにもお客様が来るだろうと考えていました」と2016年に開催された「GAME ON～ゲームってなんでおもしろい？～」展でのトークイベントの中で振り返っている。
マークIIIがまだ開発中だった頃の日本は1983年に発売されていたファミコンが普及しはじめていた時期であり、主な競合機としてはセガが従来機SG-1000のマイナーチェンジモデルSG-1000IIを展開していたほか、同時期には一部の機能でファミコンを凌駕する性能を持つエポック社のスーパーカセットビジョンも登場した。この時点でセガはハードウエア性能で後れを取ったが、1985年10月のマークIIIの登場によりファミコンに比肩する性能をもつ家庭用ゲーム機を市場に投入する形となる。この頃は任天堂・セガ・エポック社の3社が時代を作ったと言われるが、その後のファミコンの爆発的な普及に伴い、これらの競合機は最後発のマークIIIを除いて1987年頃までにほぼ終息。1987年10月にPCエンジンが発売されるまでマークIIIがほぼ唯一のファミコン対抗機となった。
発売から2年後の1987年10月にはFM音源と連射装置などを内蔵したマイナーチェンジ機のセガ・マスターシステムを発売。アメリカではシェアが10%程度で、ファミコンの日本国外版であるNintendo Entertainment System（NES）が市場の90%を占めてほとんど普及しなかった。一方ヨーロッパでは健闘し、ほぼ二分するほどの普及を見せたが、市場が小さく、世界シェアでは9.1%にとどまった。また韓国やブラジルでも市場を開拓した。
SG-1000からのセガの8ビットゲーム機の1992年までの累計は780万台。日本を含む台湾、韓国、香港などのアジアで150万台、アメリカで180万台、ヨーロッパで350万台という内訳である。一方、ファミコンは累計で6,191万台を販売した。
当時セガの社長の中山隼雄は8ビット世代での敗因として、それまで家庭用ビジネスをしてきた任天堂と家庭用ビジネスをしてこなかったセガとの差、セガは業務用が主体で任天堂のように家庭用への絞り込みをしなかったこと、任天堂が独走して任天堂神話を確立したことを挙げている。

## 仕様
- CPU: NEC uPD780C-1（Z80A相当品） 3.579545MHz
- RAM: 8KB
- VRAM: 16KB
  - 画像表示LSI（VDP）はTMS9918上位互換ヤマハ製315-5124
  - 画面表示: 256 × 192ドット（8 × 8ドットのBGキャラクターが32 × 24）、BGキャラクターのパターン数は仕様上は最大512。ただし、テキストやスプライトの表示用にもVRAMを使用するため、実際に定義できる個数はそれより少ない。VRAM上の仮想画面は 256 × 256ドット。
  - 色数 : BG面・スプライトとも、64色中の16色1パレットずつ
  - スプライト: 8 × 8ドット、8 × 16ドット、最大64個、横1ラインに8個まで同時表示可能
  - ハードウェアスクロール機能あり。横スクロールを行う場合はループの繋ぎ目を隠すため左端の1BG分がマスクされる。画面上部の2BG部分を固定した横スクロール機能、画面右部の8BG部分を固定した縦スクロール機能をハードウェアで持つ。
- サウンド機能:（SN76489相当、矩形波3ch + ノイズ 1ch）315-5124に内蔵。
- ジョイパッド: 接続端子2個、パッド2個付属（写真は初期モデル付属のもの、後期モデルはパッド上下左右の他斜めにも突起があり中央のネジ穴にカバーがある）
大きさはファミリーコンピュータのコントローラより若干小さめで、操作キーは四角に近い形になっており、真ん中にはなだらかな窪みがあり、指が置きやすくなっている。押した入力とは違った方向にキーが入ることが時々ある。ジョイスティックにすると若干緩和された。二つの押しボタンについては、どちらがSTARTかは明記されていない。SG-1000のジョイスティック[注 4](SJ-200)より連打し易くなっている。
接続端子はアタリ仕様ジョイスティックと同じD-sub 9ピンだが、ピン配列が一部異なる。
- ポーズボタン: 本体に設置、ゲーム一時停止 / 再開用。ゲームによっては補助ボタンとして使うこともある。
- ROMカートリッジスロット、マイカードスロット: 各1個 マイカードスロットは3-Dグラス使用時の3-Dアダプタ接続にも使用
- 拡張用スロット: 1個 外付けキーボードSK-1100、FM音源パック等の接続に使用
- 映像出力: 本体背面のRF端子よりRF出力の他に、DIN（8PIN）コネクタより別売のAVケーブルでビデオ出力が可能である。また公式には非対応であるがRGB信号が出力されているため、別途RGBケーブルを作成することによりRGB出力が可能となる。ただし信号が弱いためブースター回路が別途必要。

## 周辺機器
- ジョイパッド（SJ-152）
- 3D-グラス

| 型番    | 名称                               | 備考 |
| ------- | ---------------------------------- | --- |
| SA-150  | ACアダプタ                         | 本体に付属。 |
| SS-60   | RFスイッチボックス                 | 本体に付属。 |
|         | RFケーブル                         | 本体に付属。 |
|         | アンテナ整合器                     | 本体に付属。 |
| SD-80   | モノラルディンプラグコード         | メガドライブ1に付属。マークIIIでも使用可能。 |
| SJ-151  | ジョイパッド                       | SG-1000IIのコントローラ。ボタン部分がプラスチックになった。 |
| SJ-152  | ジョイパッド                       | 本体同梱のコントローラ。 |
| SJ-200  | ジョイスティック                   | SG-1000についているものと同型。 |
| SJ-300  | ジョイスティック                   | |
| SJ-300M | ジョイスティック                   | SJ-300にATARI仕様切換スイッチを追加したもの。 |
| HPD-200 | パドルコントロール                 | 「ウッディポップ」に付属。後に単体でも販売される。 |
| SH-400  | ハンドルコントローラ               | レースゲーム用コントローラ |
| BH-400  | バイクハンドル                     | レースゲーム用コントローラ |
| SK-1100 | キーボード                         | SG-1000/1000II用のキーボードが接続できる。対応ソフトはロードランナーのコンストラクションモードや、BASIC等。拡張スロットに接続するので、FMサウンドユニットとは排他である。 |
| SP-400  | カラープロッタプリンタ             | セガ・キーボード(SK-1100)の端子につないで使用する。ACアダプタが必要。 |
| SR-1000 | カセットデータレコーダ             | セガ・キーボード(SK-1100)の端子につないで使用する。 |
| SR-1001 | カセットデータレコーダ用ACアダプタ | |
| FM-70   | FMサウンドユニット                 | 拡張スロット・AV出力端子に接続する。日本版マスターシステムと同等のFM音源（YM2413）を採用。本体の音源をFM音源と一緒に鳴らすとノイズが入るため、BGMをFM音源で鳴らすソフトでは、本体音源の使用は音声合成などに限られた。なお、マスターシステムにこの制約は無いが、対応ソフトはマークIIIに合わせて作られている。なお、一部のマイカードマークIIIソフトにて操作に支障をきたす現象が確認された。その場合は拡張端子からコネクタを外すよう対応を促すメッセージがマニュアル別紙にて同梱された。また、マークIII本体のAV端子から出力されるRGB信号はサウンドユニット側においてはサポートされず、結果RGB出力が使えなくなるため、それを克服させるRGBケーブルが同人ハード作家によって製作販売されたりもした。 |
| RF-150  | ラピッドファイアユニット           | オート連射機能を付加する。コントローラーと本体の間に付けて使用する。連射速度は固定。SG-1000IIでも利用可能。 |
|         | 3-Dグラス                          | マイカード端子につなぐ。「ザクソン3D」のソフトに標準で付属。 |
|         | 3-Dアダプタ                        | 3-Dグラスを使うときに使用する。3-Dグラスに同梱。 |
| GB-800  | テレビおえかき                     | 絵を描くことができるタブレット |
| TP-300  | テレコンパック                     | AV出力端子に接続（本体後部に装着する形。FMサウンドユニットを付けた場合、ユニット後方に装着する）。映像・音声をUHFの電波で飛ばし、テレビとの接続がコードレスになる。 |

### ライセンス品
| 型番       | 名称                | 発売元         | 備考 |
| ---------- | ------------------- | -------------- | ---- |
| AS-0524-SG | アスキースティックα | アスキー       |      |
| HJ-10      | SGコマンダー        | ホリ電機       |      |
| XE-1ST     | ジョイスティック    | マイコンソフト |      |

## ソフトウェア
使用可能ソフトはマークIIIではマークIII専用ソフトの他、SG-1000/SC-3000/オセロマルチビジョン用ソフトである。ただしカラーパレットがマークIIIの64色から近い色を取り出したセットとなるため発色が大きく異なり、全体的に暗くくすんだ画面表示となる。
マークIII発売後、SG-1000/SC-3000/オセロマルチビジョン用ソフトは「全機種対応ソフト」と改称された。
専用ソフトは以下の3種類がある。
マイカードマークIII
マークIII専用ソフトを記録したマイカード。当初マークIIIのソフト供給はすべてマイカードマークIIIにて行われた。最後のマイカードマークIII作品は『ウッディポップ』。パッケージのみゴールドカートリッジに似たもので、GOLD CARTRIDGEの表記がSEGA MYCARD MARK IIIになっており、容量表記はない。ゴールドカートリッジ時期に発売されたマイカード作品は他には存在しない。容量の限界がマイカードマークIIIが512Kbit(64KB)で、大容量化が技術的に困難であったことから、本来SG-1000/SC-3000/オセロマルチビジョンの下位互換用に設けられたROMカートリッジスロットを利用した大容量のゴールドカートリッジに移行した。
ゴールドカートリッジ
セガから発売された、容量1Mビットから4Mビットのカートリッジ。基本的にマークIII専用だが、例外として全機種対応ソフト『ロレッタの肖像』は1Mビットだったためゴールドカートリッジとして発売された。地色を金とし、データ容量数を強調したデザインの箱とカートリッジラベルを特徴とする。カートリッジの色は当初は白、マスターシステム発売後にはSG-1000専用カートリッジの色と同じ黒色に変更された（スペースハリアー3Dの場合、カートリッジの色が白のまま）。
シルバーカートリッジ
唯一のサードパーティーであるサリオから発売されたマークIII専用カートリッジ。ゴールドカートリッジに倣い地色を銀とし、データ容量数を強調したデザインの箱とカートリッジラベルを特徴とする。マスターシステム発売後に登場したため、カートリッジの色は黒のみ。

## セガ・システムE
「セガ・システムE」は家庭用ビデオゲーム機「セガ・マークIII」をベースとした、セガ・エンタープライゼスによる業務用のシステム基板である。1986年から1988年にかけてソフトの供給が行われた。
システムEの「E」は「エコノミー (economy)」の頭文字を取ったものである。

### 発売経緯
セガが1986年1月から展開していたシステム基板「システム16」が他社の基板と比べて高価であったため、低価格で提供することを目的に開発された基板である。システムEは基板の性能を抑え、基板の価格もシステム16の半分以下に設定された。
しかし、家庭用とほとんど変わらない性能面からゲーム内容の高度化の流れに対応できず、客からの反応も芳しくなかったことから、システムE用のソフトの供給は2年間で終了することとなった。

### ハードウェア
システムEではセガ・マークIIIで使用されたVDP（315-5124）を2個搭載しており、BGおよびスプライトのレイヤー数、内蔵PSG（SN76489互換）の同時発声数がセガ・マークIIIと比べて2倍になっている。CPU（Z80）の動作速度もセガ・マークIIIと比べて高速化している。
当時のセガ製の他のシステム基板と同様に、セキュリティ対策として電池式のプロテクトが搭載されている。そのため、長期間通電せずにいると動作不能となる。

### タイトル一覧
| 発売時期  | タイトル名           | ジャンル       | 備考 |
| --------- | -------------------- | -------------- | --- |
| 1986年1月 | ハングオンJr.        | レース         | - 『セガ・アーケード・ヒストリー』では、本作の使用基板をシステムEとしている。 - 1986年1月初旬に開催されたセガとAM業者の懇談会では、本作をシステムEの第1弾とすると発表していた。 - ミニアップライト筐体による販売。 |
| 1986年3月 | スラップシューター   | スポーツ       | - 『ゲームマシン』、『アミューズメント産業』の記事、およびセガの新聞広告では本作をシステムE基板の第1弾としている。 - 基板販売のみ。                                                                                |
| 1986年5月 | アストロフラッシュ   | シューティング | |
| 1987年1月 | ピタゴラスの謎       | ブロック崩し   | |
| 1987年7月 | オパオパ             | ドットイート   | - 後に発売されたセガ・マークIII版とは別内容。 |
| 1988年2月 | ファンタジーゾーンII | シューティング | - 1987年に発売されたセガ・マークIII版を逆移植したもの。 - 基板販売のみ。 - 2008年にエムツーが開発したシステム16C版とは異なる。                                                                                     |
| 1989年    | テトリス             | パズル         | - 『アミューズメント産業』1989年2月号に掲載されたシステムEのソフトラインナップに本作は含まれていない。 |

備考
- 『アミューズメント産業』1989年2月号および『ゲームマシン』1994年8月1日号の記事では、システムEのラインナップを『スラップシューター』から1988年2月発売の『ファンタジーゾーンII』までの5作品としている[32][49]。また、『ゲームマシン』1998年8月1日号に掲載された記事においても、1986年4月から1988年2月までの期間に5作品を展開したとしている[50]。